# 館山湾

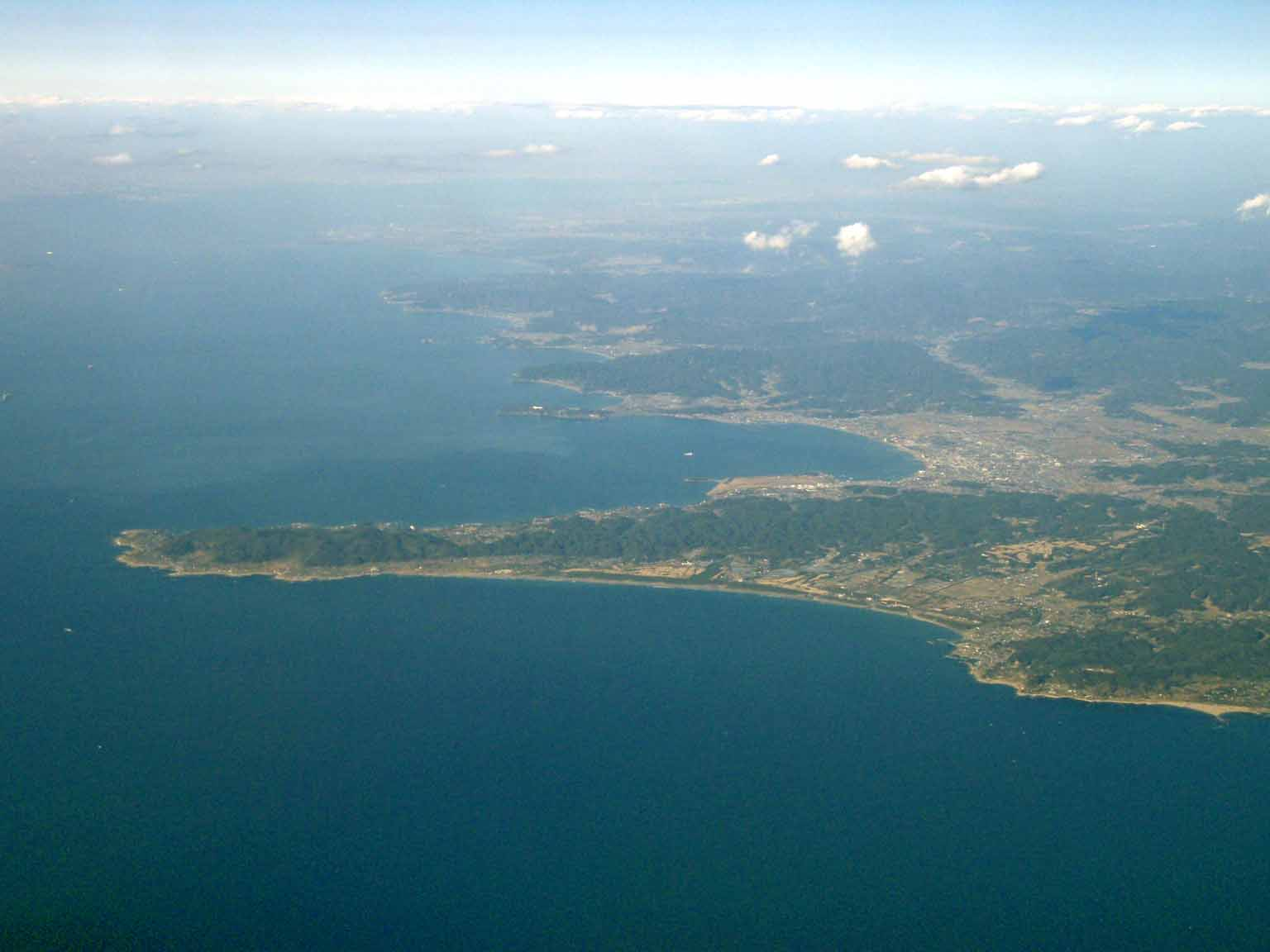
上空から見た館山湾。手前に見えている岬が洲崎。

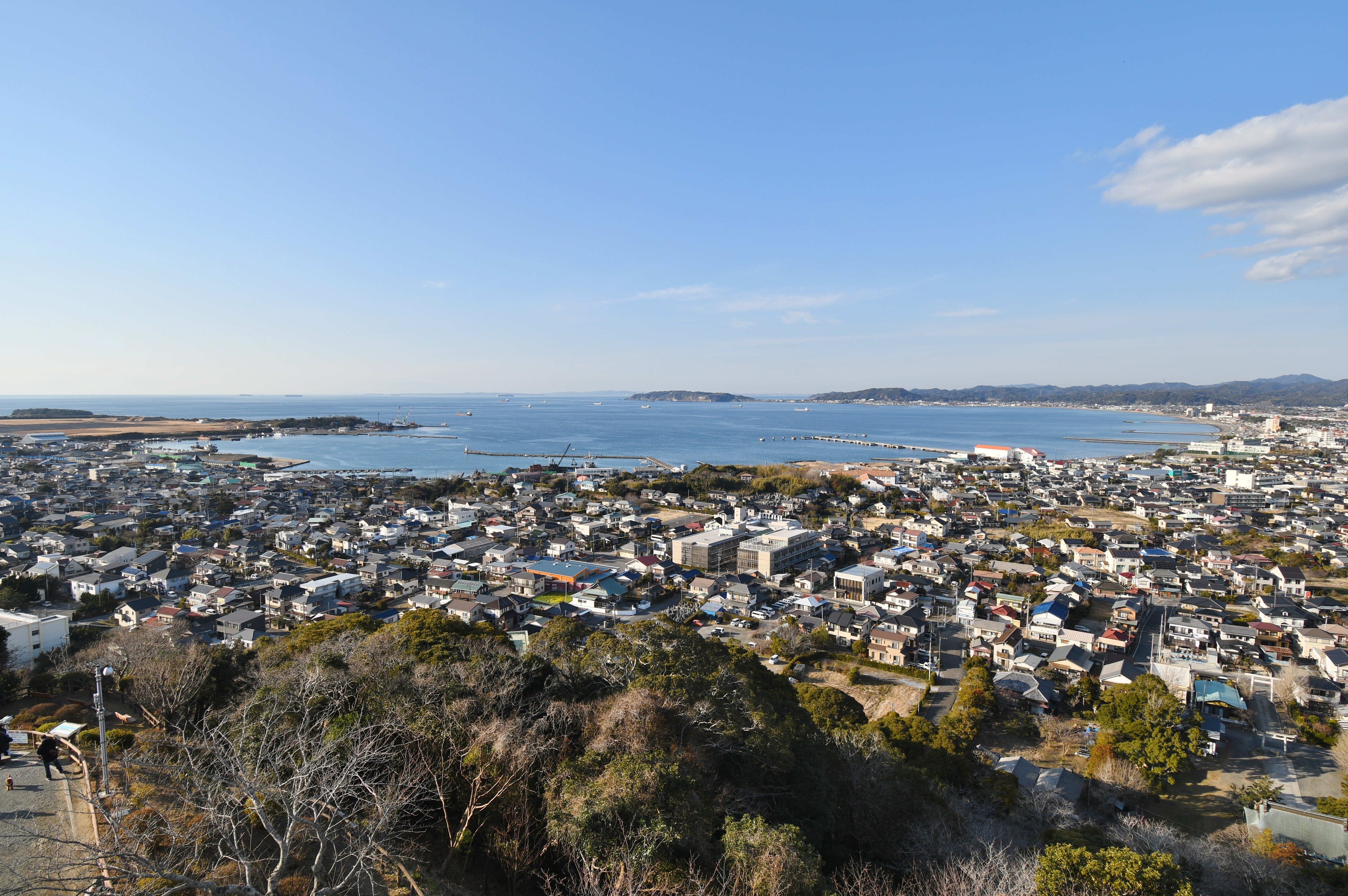
館山城から望む館山湾

館山湾（たてやまわん）は、千葉県にある湾。別名、鏡ヶ浦（かがみがうら）。日本百景に選定されている。

## 地理
東京湾外湾の千葉県側、館山市と南房総市の海岸線に面し、大房岬（南房総市）と洲崎（館山市）を結んだ線より東側の海域を指す。湾奥では水深が10m程度なのに対し、湾口には水深が300m程度の館山海底谷がある。流れ込む川は蟹田川、汐入川、平久里川など。
館山湾に面した海岸には北条海岸や坂田海岸がある。沿岸の港には館山港、船形漁港などがある。
南岸の館山市富士見地区には海上自衛隊館山航空基地が位置している。
南端には沖の島や鷹の島があり、海水浴、歴史見学などでよく利用される。関東大震災による隆起で本土と砂州で陸繋がりになった。それまでは正真正銘の島であった。

## 生物
比較的高い海水温の影響により、沖の島付近には小規模ながら造礁サンゴが分布している。ジンベイザメやマンボウ、マンタ、ウミガメなど大型の海洋生物が確認される事もあり、かつては少なくともセミクジラやコククジラなどの沿岸性のヒゲクジラ類やマッコウクジラやツチクジラ（浮島 (千葉県)を参照）が子育てや休息に訪れて、ニホンアシカやウバザメなども見られた（2011年2月には定置網で一匹のウバザメが捕獲された）。また、ミナミハンドウイルカの群れが一時期定着した。非常に貴重な動物も現れる可能性があり、2000年には波左間沿岸でセミクジラが、2001年には、国内で二例目となるキタゾウアザラシが観察された。